# 12152 Aratus
12152 Aratus è un asteroide della fascia principale. Scoperto nel 1971, presenta un'orbita caratterizzata da un semiasse maggiore pari a 2,2382110 UA e da un'eccentricità di 0,0205075, inclinata di 1,76839° rispetto all'eclittica.
L'asteroide è dedicato ad Arato di Soli, poeta greco antico.